# Maia Morgenstern
Maia Morgenstern (ur. 1 maja 1962 w Bukareszcie) – rumuńska aktorka filmowa i teatralna pochodzenia żydowskiego. Zawodowo związana z Narodowym Teatrem Żydowskim w Bukareszcie. Znana z roli Marii z Nazaretu w filmie Mela Gibsona Pasja.

## Filmografia
- 2018: Staniczek jako Fidan
- 2016: Miłość zaklęta w muzyce jako Markova
- 2011: Koniec ciszy jako Anne
- 2006: Ocalony jest miłością jako matka Hermana
- 2004: Wielkie pytanie jako ona sama
- 2004: Orient Express jako Amalia Frunzetti
- 2004: Damen tango
- 2004: Pasja jako Maria
- 2003: Pieśni Róży jako Olga
- 2003: Bolondok éneke jako Gina
- 2001: Patul lui Procust jako Doamna T.
- 2000: Książę Ciemności: Prawdziwa historia Draculi jako kobieta przy fontannie
- 2000: Marie, Nonna, la vierge et moi jako Nonna
- 1999: Kínai védelem jako Irma
- 1997: Bracia Witmanowie jako Mrs. Witman
- 1995: Siódmy pokój jako Edith Stein
- 1995: Spojrzenie Odyseusza jako żona Ulissesa
- 1994: Nostradamus jako Helen
- 1993: Trahir jako kobieta w więzieniu
- 1992: Rămînerea
- 1992: Dąb jako Nela
- 1991: Baiatul cu o singura bretea
- 1991: Cei care platesc cu viata
- 1989: Marea sfidare
- 1988: Maria și marea jako Maria
- 1986: Anotimpul iubirii
- 1984: Sekret Bachusa jako kobieta w restauracji
- 1983: Prywatka
- 1983: Dreptate în lanțuri